# بيت الفراشات
بيت الفراشات، (الاسم العلمي: Butterfly house). هو مساحة مخصصة لاحتضان الفراشات في بيئة محمية تمثل موائلها الطبيعية. يهدف هذا المكان إلى عرض جمال الفراشات ودعم التنوع البيولوجي، كما يعد وجهة تعليمية وترفيهية تلهم الزوار للتفاعل مع الطبيعة.

## التعريف

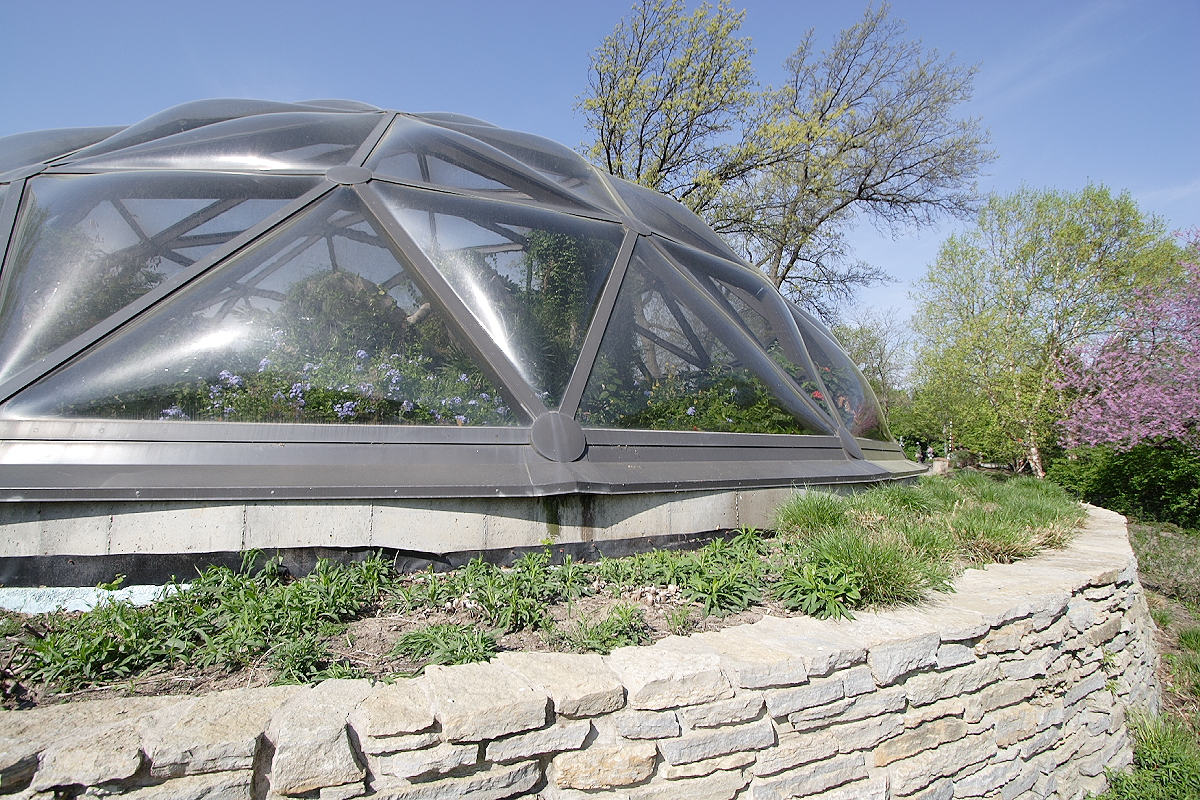
حديقة باير للحشرات.

بيت الفراشات هو منشأة مغلقة أو مفتوحة تُصمم خصيصًا لتوفير بيئة مناسبة لاحتضان أنواع متعددة من الفراشات. غالبًا ما تحتوي هذه البيوت على نباتات مزهرة، وبرك مياه، وأماكن خاصة للتكاثر والتغذية، مما يتيح للفراشات إكمال دورة حياتها.
بيت الفراشات ليس مجرد مساحة لاحتضان الفراشات، بل هو تجربة ملهمة تساعد في تعزيز الوعي البيئي وتشجيع الحفاظ على الكائنات الحية. من خلال زيارة هذه البيوت أو إنشائها في المنزل، يمكننا المساهمة في دعم الفراشات وبيئتها الطبيعية.

## أهمية بيوت الفراشات
1. الحفاظ على الفراشات: تساعد هذه البيوت في حماية الأنواع المهددة بالانقراض من خلال توفير بيئة آمنة.
2. التعليم: توفر بيوت الفراشات للزوار فرصة للتعلم عن دورة حياة الفراشات، واحتياجاتها البيئية، وأهميتها في النظام البيئي.
3. السياحة: تعد بيوت الفراشات وجهات سياحية جذابة تستقطب عشاق الطبيعة والمصورين.
4. التلقيح: تساعد الفراشات في تلقيح النباتات داخل هذه البيوت، مما يدعم التنوع النباتي.

## تصميم بيت الفراشات
الموقع والمساحة 

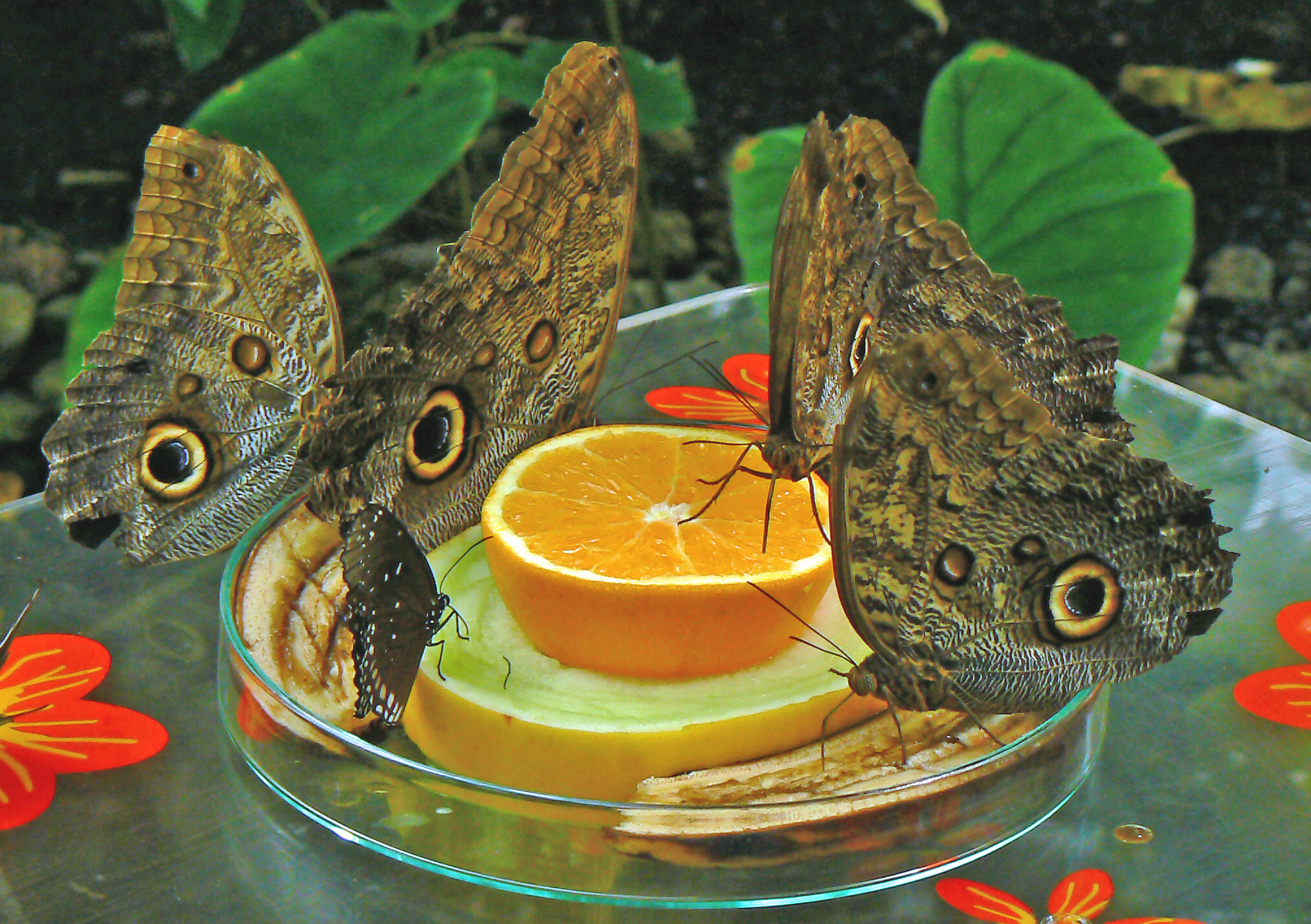
تغذية الفراشات في حدائق شميترلينج في مانهايم، ألمانيا

- البيئة: يجب أن يتم اختيار موقع يتميز بإضاءة جيدة وتهوية مناسبة.
- الحجم: يتراوح حجم البيت من صغير مناسب للحدائق المنزلية إلى كبير كالموجود في المحميات الطبيعية.[3]

النباتات المستخدمة
- النباتات المزهرة: لتوفير الرحيق غذاءً للفراشات البالغة.

- أمثلة: الزينيا، القطيفة، والخزامى.
- النباتات المضيفة: لتضع الفراشات بيضها عليها.

- أمثلة: الحليب للنمر الملكي، والبقدونس لفراشة الذيل بشق.
التصميم الداخلي
- برك المياه: توفر الرطوبة التي تحتاجها الفراشات.
- الحواجز الشفافة: غالبًا تُستخدم شبكات أو زجاج يسمح برؤية واضحة مع حماية الفراشات من العوامل الخارجية.
- إضافة الأحجار والأخشاب: تتيح أماكن استراحة للفراشات.

درجة الحرارة والرطوبة
يجب الحفاظ على درجة حرارة تتراوح بين 25-30 درجة مئوية، ورطوبة تتراوح بين 70-80%، لأن الفراشات تزدهر في الظروف الاستوائية.

## دورة حياة الفراشات في البيت
1. البيوض: يتم وضعها على النباتات المضيفة.
2. اليرقات: تتغذى على أوراق النباتات المضيفة وتبدأ في النمو.
3. العذارى: تتحول اليرقات إلى شرنقة في هذه المرحلة.
4. الفراشة البالغة: تظهر الفراشة لتبدأ رحلتها في التغذية والتكاثر.

## أمثلة شهيرة لبيوت الفراشات
1. بيت الفراشات في دبي، الإمارات العربية المتحدة، يُعد واحدًا من أكبر بيوت الفراشات في العالم، حيث يحتوي على آلاف الفراشات من مختلف الأنواع. يتميز بتصميم استوائي يوفر بيئة مثالية لتربية الفراشات.
2. بيت الفراشات في سنغافورة يقع داخل حدائق الخليج، ويعرض أنواعًا نادرة من الفراشات مع مساحات تعليمية تفاعلية.
3. بيت الفراشات في متحف التاريخ الطبيعي، المملكة المتحدة، يُقدم تجربة تعليمية متكاملة حول دورة حياة الفراشات وموائلها الطبيعية.

## نصائح لإنشاء بيت الفراشات في المنزل

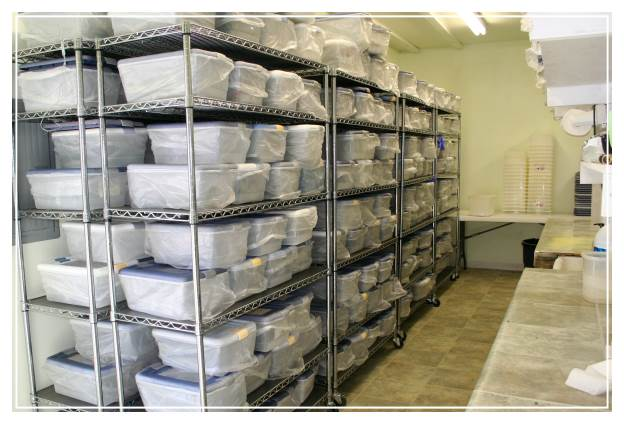
غرفة اليرقات

1. اختيار النباتات المناسبة لكل مرحلة من حياة الفراشة.
2. توفير الماء والرطوبة باستخدام أوعية مائية ضحلة.
3. استخدام مواد طبيعية لبناء بيئة آمنة للفراشات.
4. عدم استخدام المبيدات الحشرية لحماية الفراشات.